# Tecnologia Matrix
La tecnologia Matrix è un trattamento dei rifiuti che consiste in una stabilizzazione chimica mediante ossido di calcio su rifiuti a matrice organica. Il prodotto finale presenta le caratteristiche di una frazione organica stabilizzata, e come tale può essere conferito in discarica.

## Meccanismo
La tecnologia basa la sua efficacia sulla reazione tra l'umidità presente nei rifiuti e l'ossido di calcio, secondo il seguente meccanismo:
CaO + H2O ?Ca(OH)2 + 65 kJ
Il meccanismo di reazione e l'aumento di temperatura fino a valori compresi tra 55 e 70 °C conseguente alla sua esotermia portano ad una notevole riduzione dell'umidità dei rifiuti.
L'idrato di calcio prodotto nella reazione dà inoltre luogo a:
- un innalzamento del pH che sfavorisce i processi fermentativi di biodegradazione;
- una reazione di scambio tra ioni del calcio e dei metalli pesanti e formazione dei corrispondenti ossidi bassosolubili, con conseguente riduzione dei fenomeni di lisciviazione per contatto con acque meteoriche;
- un meccanismo fisico di incapsulamento di sostanze volatili, gas, vapori e metalli tramite la formazione di microgranuli solidi porosi con elevato potere adsorbente.

Il prodotto finale si presenta come una graniglia fine mista di colore variabile tra il grigio chiaro e il marrone scuro, a comportamento idrofobo e liofobo, a bassa rilascio di sostanze odorigene, avente le seguenti caratteristiche chimico-fisiche:
- densità prossima a 1.000 kg/m3;
- pH compreso tra 8 e 12;
- contenuto di umidità compreso tra il 15 e il 30%, in funzione di quello iniziale dei rifiuti.

I rifiuti, dopo il pretrattamento di trito-vagliatura, vengono inviati ad un sistema di omogeneizzazione a tamburo rotante e da qui dosati, tramite nastro pesatore,
al reattore Matrix, nel quale viene aggiunta della calce (circa il 7% in peso della
massa trattata).
Nel reattore vengono osservati tempi di permanenza di circa un'ora; il sistema ha la possibilità di essere messo in depressione, in modo da evitare la fuoriuscita dei gas di reazione e, allo stesso tempo, consentire l'ingresso di aria che permette il controllo della temperatura interna. L'effluente, ricco di ammoniaca generata dall'azoto organico contenuto nei rifiuti, viene convogliato ad uno scrubber, prima di essere emesso in atmosfera.
Il prodotto in uscita dal reattore, dopo raffreddamento in corrente di aria fino a temperature inferiori a 40 °C, viene inviato ad un vaglio a tamburo rotante composto da due sezioni, una a superficie non forata, dove avviene il completamento della reazione e l'altra dotata di fori da 20 mm per la selezione finale.
Il prodotto finale può essere utilizzato come materiale di copertura di discarica.

## Applicazioni
La tecnologia Matrix è stata sviluppata da Unieco S.c., gruppo industriale attivo nella progettazione e realizzazione di tecnologie di trattamento di rifiuti. Il prodotto finale presenta le caratteristiche di una frazione organica stabilizzata, e come tale può essere conferito in discarica.
La tecnologia Matrix ha portato alla realizzazione di un prototipo con il quale è stata condotta nel 2008 una campagna sperimentale di prove presso l'impianto TMB della società Nuova Geovis di Sant'Agata Bolognese (BO). È prevista la realizzazione di un'apparecchiatura su scala industriale, che dovrebbe entrare in esercizio presso la discarica di Bellolampo (PA).
Il processo di stabilizzazione della frazione organica dei rifiuti urbani mediante reazione con sostanze alcaline come la calce è noto da tempo: esso rappresenta di norma una soluzione temporanea e non definitiva.
È riconosciuto che tale trattamento è in grado di eliminare i batteri patogeni per valori di pH uguali o superiori a 12, per un periodo di tempo che dipende dall'efficacia di omogeneizzazione del mescolamento.
Ciò nonostante, una volta che le condizioni chimico-fisiche del prodotto stabilizzato con calce mutassero (variazioni di pH verso valori di acidità a causa dell'interazione con le acque meteoriche e sviluppo di anidride carbonica da fenomeni aerobici), colture batteriche di prossimità potrebbero di nuovo proliferare sul materiale trattato.
Questo inconveniente non si verifica sulla frazione organica stabilizzata a seguito di un processo biologico, poiché eventuali microrganismi patogeni non si insedierebbero, non trovandovi il nutrimento per il loro sviluppo.
La stessa stabilizzazione temporanea operata mediante uso della calce deve essere condotta con estrema accuratezza, perché dove non si instaurano valori di pH superiori a 12, mantenuti costantemente per un periodo di almeno 24 ore, si hanno le condizioni per il proliferare di microrganismi patogeni.